# Barnes (Kansas)
Barnes è una città degli Stati Uniti d'America della contea di Washington nello Stato del Kansas.

## Storia
Barnes è stata fondata nel 1870 e venne nominata Elm Grove, il nome della città venne modificato nell'attuale nel 1876 in onore di A. S. Barnes, un importante azionista.